# Dismorphia lysis
Dismorphia lysis is een vlindersoort uit de familie van de Pieridae (witjes), onderfamilie Dismorphiinae.
Dismorphia lysis werd in 1869 beschreven door Hewitson.